# Spachea
A Spachea a Malpighiales rendjébe és a malpighicserjefélék (Malpighiaceae) családjába tartozó nemzetség.

## Rendszerezés
A nemzetségbe az alábbi 4 faj tartozik:
- Spachea correae Cuatrec. & Croat
- Spachea elegans (G.Mey.) A.Juss.
- Spachea membranacea Cuatrec.
- Spachea tricarpa A. Juss.